# Ateuk Deah Tanoh
Ateuk Deah Tanoh is een bestuurslaag in het regentschap Banda Aceh van de provincie Atjeh, Indonesië. Ateuk Deah Tanoh telt 1055 inwoners (volkstelling 2010).